# 원 밴더빌트
원 밴더빌트(영어: One Vanderbilt)는 미국 뉴욕에 위치한 마천루이다.

## 같이 보기
- 뉴욕의 마천루 목록